# Rusk
Rusk is een plaats (city) in de Amerikaanse staat Texas, en valt bestuurlijk gezien onder Cherokee County.

## Demografie
Bij de volkstelling in 2000 werd het aantal inwoners vastgesteld op 5085.
In 2006 is het aantal inwoners door het United States Census Bureau geschat op 5170, een stijging van 85 (1.7%).

## Geografie
Volgens het United States Census Bureau beslaat de plaats een oppervlakte van
17,8 km², waarvan 17,7 km² land en 0,1 km² water. Rusk ligt op ongeveer 125 m boven zeeniveau.

## Plaatsen in de nabije omgeving
De onderstaande figuur toont nabijgelegen plaatsen in een straal van 24 km rond Rusk.